# والتر جي. سوليفان
والتر جي. سوليفان هو سياسي أمريكي، ولد في 2 مارس 1923 في كامبريدج في الولايات المتحدة، وتوفي في 4 أغسطس 2014. نشط حزبياً في الحزب الديمقراطي. وقد انتخب عضو مجلس نواب ماساتشوستس ‏.